# Туруновське сільське поселення
Туруно́вське сільське поселення (рос. Туруновське сельское поселение) — муніципальне утворення у складі Батиревського району Чувашії, Росія. Адміністративний центр — присілок Мале Батирево.
Станом на 2002 рік центром Туруновської сільської ради було село Туруново.

## Населення
Населення — 1585 осіб (2019, 1787 у 2010, 1872 у 2002).

## Склад
До складу поселення входять такі населені пункти:
| Населений пункт         | Населення, осіб (2002) | Населення, осіб (2010) |
| ----------------------- | ---------------------- | ---------------------- |
| Мале Батирево, присілок | 664                    | 691                    |
| Нове Котяково, присілок | 504                    | 419                    |
| Туруново, село          | 704                    | 677                    |